# Bành Sĩ Lộc
Bành Sĩ Lộc (tiếng Trung: 彭士禄; sinh ngày 18 tháng 11 năm 1925 - 22 tháng 3 năm 2021) là một kỹ sư hạt nhân người Trung Quốc. Ông được biết đến như là "cha đẻ của tàu ngầm hạt nhân Trung Quốc", ông là nhà thiết kế trưởng đầu tiên của dự án tàu ngầm hạt nhân của Trung Quốc, chỉ đạo nhóm của ông chế tạo tàu ngầm hạt nhân thế hệ đầu tiên của Trung Quốc (Kiểu 091 và Kiểu 092). Ông cũng là nhà thiết kế chính cho các nhà máy điện hạt nhân đầu tiên của Trung Quốc, và là một học giả của Viện Công trình Trung Quốc. Ông từng giữ chức Thứ trưởng Bộ Công nghiệp Cơ giới thứ sáu của Trung Quốc (Bộ Công nghiệp Đóng tàu) và Bộ Thủy điện.

## Tiểu sử

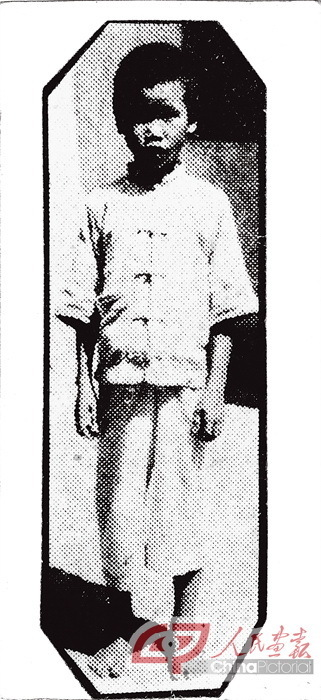
Năm 1933, Bành Sĩ Lộc bị bỏ tù năm 8 tuổi vì là con trai của Bành Bái. Bức ảnh được chính quyền Quốc dân Đảng chụp khi ông bị bắt.

Bành Sĩ Lộc sinh ngày 18 tháng 11 năm 1925 tại huyện Hải Phong, tỉnh Quảng Đông, con trai của Bành Bái, một nhà cách mạng hàng đầu của Cộng sản Trung Quốc trong những năm 1920. Cha mẹ ông đã bị chính quyền Quốc dân Đảng giết chết khi ông chưa đầy 4 tuổi và ông bị bắt giam năm 8 tuổi vì là con trai của Bành Bái. Sau đó, ông được bà cứu thoát và được Chu Ân Lai gửi đến Diên An. Vào những năm 1940, ông được đào tạo tại Viện Khoa học Tự nhiên Diên An (nay là Đại học Công nghệ Bắc Kinh).
Sau năm 1949, ông đến Liên Xô để hoàn thành các nghiên cứu tiên tiến về khoa học hạt nhân tại Viện Kỹ thuật Năng lượng Moscow. Khi trở về Trung Quốc, ông được bổ nhiệm vào một vị trí cao cấp tiến hành nghiên cứu về tàu ngầm hạt nhân. Năm 1959, Liên Xô từ chối cung cấp hỗ trợ cho dự án chế tạo tàu ngầm hạt nhân cho Trung Quốc và Mao Trạch Đông tuyên bố rằng Trung Quốc sẽ chế tạo tàu ngầm hạt nhân của riêng mình "ngay cả khi phải mất 10.000 năm". Bành giám sát toàn bộ dự án tàu ngầm hạt nhân và bắt đầu phát triển một nhà máy điện hạt nhân.
Năm 1968, ông đề xuất và lãnh đạo việc xây dựng lò phản ứng điện hạt nhân nguyên mẫu trên đất liền ở tỉnh Tứ Xuyên cho tàu ngầm hạt nhân đầu tiên của Trung Quốc. Lò phản ứng này đã được hoàn thành vào tháng 4 năm 1970 và đã vượt qua một cuộc thử nghiệm vào tháng 7 sau khi ông báo cáo với Ủy ban Đặc biệt Trung ương do Thủ tướng Chu Ân Lai lãnh đạo. Năm 1973, ông được bổ nhiệm làm phó chủ tịch Viện Nghiên cứu và Thiết kế tàu Trung Quốc (Viện nghiên cứu 719 có trụ sở tại Vũ Hán, Viện tàu ngầm hạt nhân) và sau đó trở thành thứ trưởng của Bộ Công nghiệp Cơ giới thứ sáu.
Tàu ngầm hạt nhân đầu tiên của Trung Quốc (SSN), Trường Chinh I (Kiểu 091), được đưa vào hoạt động năm 1974, đưa Trung Quốc trở thành quốc gia thứ năm sở hữu tàu ngầm hạt nhân sau Hoa Kỳ, Liên Xô, Anh và Pháp. Tàu ngầm hạt nhân mang tên lửa đạn đạo đầu tiên (SSBN) (Kiểu 092) đã được hoàn thành và đưa vào hoạt động năm 1981. Cả hai tàu ngầm kiểu 091 và 092 đều được trang bị các lò phản ứng hạt nhân và hệ thống động lực do ông và nhóm của ông tạo ra. Năm 1979, ông được bổ nhiệm là Tổng thiết kế đầu tiên của dự án tàu ngầm hạt nhân của Trung Quốc, trong khi Hoàng Húc Hoa, Hoàng Vĩ Lộc và Triệu Nhân Khải được bổ nhiệm làm Phó tổng thiết kế.
Năm 1983, ông được bổ nhiệm làm Thứ trưởng Bộ Thủy điện, và cũng được bổ nhiệm làm tổng kỹ sư trong Bộ Công nghiệp Hạt nhân. Ông đã lãnh đạo nhóm của mình xây dựng Nhà máy điện hạt nhân Vịnh Đại Á và Tần Sơn.

### Giải thưởng và danh dự
Bành Sĩ Lộc nhận được Giải thưởng Hội nghị Khoa học Quốc gia năm 1978, giải cao nhất của Giải thưởng Tiến bộ Khoa học và Công nghệ Quốc gia năm 1985, Giải thưởng Tiến bộ Khoa học và Công nghệ từ Quỹ Hà Lương Hà Lợi năm 1996 và Giải thưởng Thành tựu Khoa học Hàng đầu từ Quỹ Hà Lương Hà Lợi năm 2017. Năm 1988, ông nhận được danh hiệu "Đóng góp nổi bật cho Khoa học và Công nghệ Quốc phòng" từ Ủy ban Khoa học, Công nghệ và Công nghiệp Quốc phòng.

## Cuộc sống cá nhân
Vợ ông là Mã Thục Anh, bạn học của ông ở Liên Xô, và họ kết hôn vào năm 1958 khi trở về Trung Quốc. Họ có một con trai và một con gái.